# Aechmea vasquezii
Aechmea vasquezii är en gräsväxtart som beskrevs av Hans Edmund Luther. Aechmea vasquezii ingår i släktet Aechmea och familjen Bromeliaceae. Inga underarter finns listade i Catalogue of Life.